# 線密度

λで表される線密度は、mで表される量の単一次元に沿った単位長さ当たりの量を示す。

線密度（せんみつど）は、単位長さ当たりの任意の特性値の量の尺度である。線質量密度（繊維工学におけるtiter）と線電荷密度（単位長さ当たりの電荷量）は、科学や工学で使用される2つの一般的な例である。

## 線質量密度
質量{\displaystyle M}で長さ{\displaystyle L}の長く細い棒を考える。この1次元の物体の平均線質量密度{\displaystyle {\bar {\lambda }}_{m}}を計算するためには、単純に総質量{\displaystyle M}を全長{\displaystyle L}で割ればよい。
{\displaystyle {\bar {\lambda }}_{m}={\frac {M}{L}}}
質量が変化する（棒の長さ{\displaystyle l}に沿った位置の関数により変化する）棒とすると、次のように書くことができる。
{\displaystyle m=m(l)}
質量の各微小単位{\displaystyle dm}はその線形質量密度{\displaystyle \lambda _{m}}と長さの微小単位{\displaystyle dl}の積と等しくなる。
{\displaystyle dm=\lambda _{m}dl}
線質量密度は、棒の1次元（その長さ{\displaystyle l}に沿った位置）に関する質量関数の導関数として理解することができる。
{\displaystyle \lambda _{m}={\frac {dm}{dl}}}
線質量密度のSI単位は、キログラム毎メートル(kg/m)である。
繊維と毛糸の線密度は多くの方法で測定することができる。最も簡単な方法は、材料の長さを測定して重さを量ることである。ただし、これには大きな試料が必要であり、糸に沿った線密度のばらつきが無視されてしまう。また、繊維が縮れていたり、緩めて平らに置くことができない場合は、この方法は適用できない。材料の密度が既知である場合、繊維は個々に測定され、単純な形状をする。より正確な方法はSEMで繊維を直接撮影して直径を測定し線密度を計算することである。振動計で直接測定する方法もある。試料を2つの硬い点で挟み張力をかけ、機械的な振動を発生させ、その基本周波数を測定する。

## 線電荷密度
電荷{\displaystyle Q}で長さ{\displaystyle L}の細長いワイヤを考える。この1次元物体の平均線電荷密度{\displaystyle {\bar {\lambda }}_{q}}を計算するためには、単純に総電荷{\displaystyle Q}を全長{\displaystyle L}で割ればよい。
{\displaystyle {\bar {\lambda }}_{q}={\frac {Q}{L}}}
電荷が変化する（棒の長さ{\displaystyle l}に沿った位置の関数により変化する）棒とすると、次のように書くことができる。
{\displaystyle q=q(l)}
電荷の各微小単位{\displaystyle dq}はその線形電荷密度{\displaystyle \lambda _{q}}と長さの微小単位{\displaystyle dl}の積と等しくなる。
{\displaystyle dq=\lambda _{q}dl}
線電荷密度は、棒の1次元（その長さ{\displaystyle l}に沿った位置）に関する電荷関数の導関数として理解することができる。
{\displaystyle \lambda _{q}={\frac {dq}{dl}}}
これらの手順は上記{\displaystyle \lambda _{m}={\frac {dm}{dl}}}を求める手順と同じである。
線電荷密度のSI単位は、クーロン毎メートル(C/m)である。

## 他
図面や印刷においては、線の濃さや重さを意味する「線密度」という言葉もある。
線密度を抽象化したものとしては、単一の確率変数の確率密度関数が有名である。

## 単位
参考：en:Units of textile measurement
- キログラム毎メートル
- オンス毎フィート
- オンス毎インチ
- ポンド毎ヤード（レールの線密度を表すために北米の鉄道業界で使用されている）
- ポンド毎フィート
- ポンド毎インチ
- デニール#テクス 繊維の線密度の単位。1,000メートルあたりの質量（グラム）で定義される。
- デニール 繊維の線密度の単位。9,000メートルあたりの質量（グラム）で定義される。
- デシテクス (dtex) 繊維の線密度のSI単位。10,000メートルあたりの質量（グラム）で定義される。